# Fáze (termodynamika)

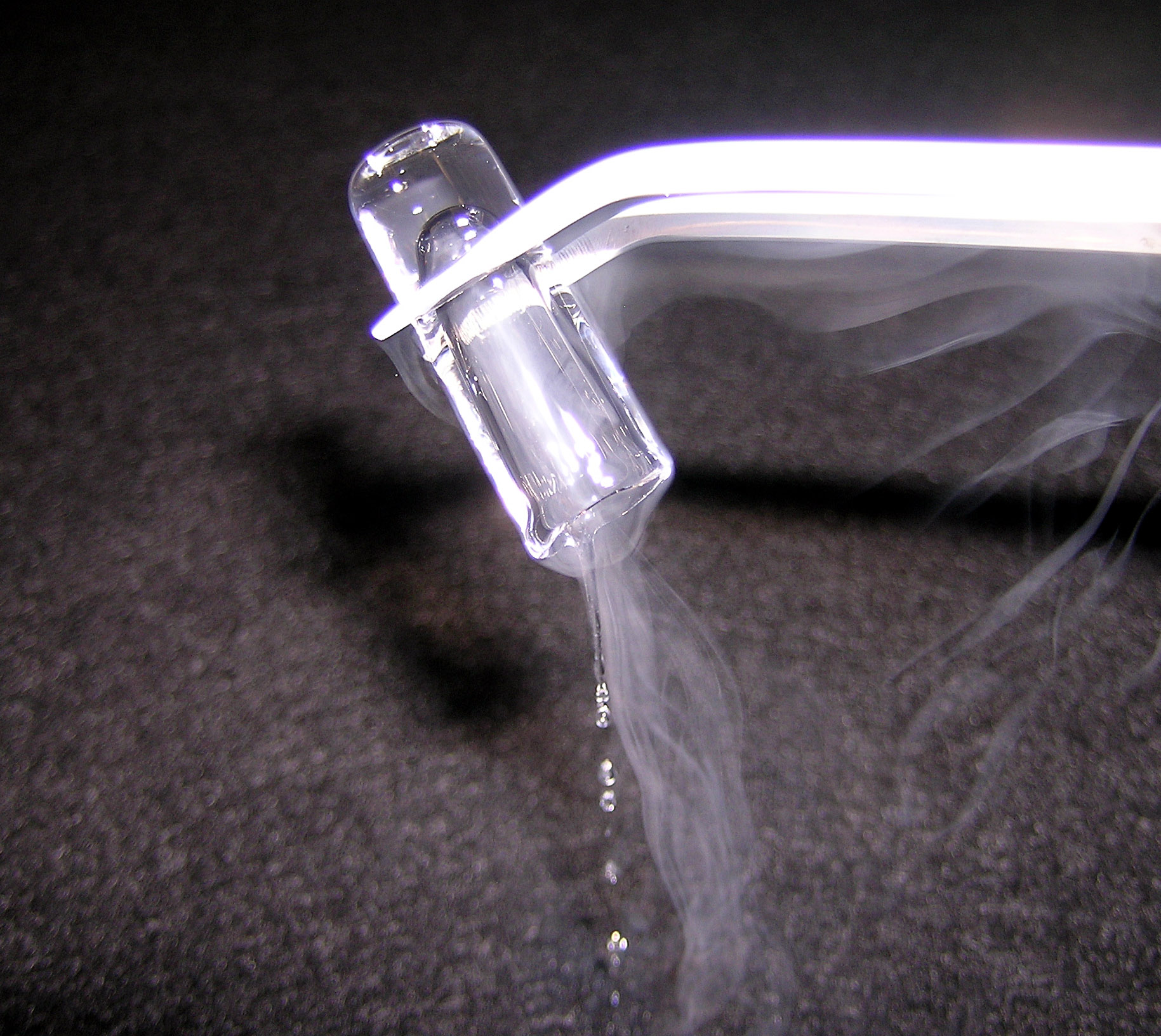
Příklad termodynamiky

V termodynamice označuje pojem fáze část termodynamického systému, tedy části prostoru vyplněného látkovým prostředím, ve které jsou fyzikální vlastnosti látky (jako např. hustota, modul pružnosti/modul objemové pružnosti, magnetická permeabilita, index lomu) a chemické složení v zásadě stejné.
K nejběžnějšímu příkladu fáze v jednosložkovém systému (látce jediné chemické podstaty) patří skupenství, tzn. kapalné, plynné a pevné skupenství představují rozdílné fáze látky, rozdílnými fázemi jsou však vzhledem odlišným vlastnostem i oblasti tvořené krystalovou mřížkou odlišné krystalografické soustavy (např. různé fáze ledu). K méně známým příkladům fází patří feromagnetická a paramagnetická fáze pevného skupenství stejné látky, nebo dvě kapalné fáze v heliu při nízkých teplotách (jedna z nich supratekutá).
Také ve vícesložkovém systému představují fáze jeho jednotlivé homogenní části. Fáze přitom nemusí v objemu látky tvořit souvislý celek jediné složky (jako např. krystal či olejové „oko“ na vodě), ale v plynné fázi a mnohdy i ve fázích kondenzovaných jsou složky vzájemně homogenně rozptýleny (tzv. pravé roztoky).
Při změně tzv. vnější veličiny (např. teploty, tlaku, magnetického pole atd.) dochází v mnoha látkách k fázovým přechodům.

## Složka soustavy
Chemicky čisté látky, z nichž se dá soustava fází složit, se nazývají složkami (komponentami) soustavy.
Příkladem může být soustava voda-led, která se skládá ze dvou fází o jedné složce H2O nebo roztok modré skalice, který je soustavou o jedné fázi se dvěma složkami: (H2O, CuSO4).
Počet nezávislých složek soustavy musí být stálý a vyhovovat pro jakoukoli možnou fázi. Soustava o {\displaystyle n} složkách se někdy nazývá soustavou {\displaystyle n}-tého řádu.